# Проникливість
Психологі́чна прони́кливість — це інтегральна якість особистості, що виражається у її здатності помітити, зрозуміти та спрогнозувати наміри, дії і вчинки інших людей, розвиток подій, ситуацій, процесів і явищ у реальних умовах життєдіяльності.

## Здатність помітити
Здатність помітити — це значить відчути, сприйняти, звернути увагу на процеси, предмети і явища; розглянути їх з усіх боків, розпізнати їхні типові риси та ознаки, виділити істотні, малопомітні компоненти (відтінки, деталі форми, будову частин тощо) тощо. Тобто, це значить побачити незначне, будь-яку дрібницю, приховане; проникнути у внутрішній світ людини та відчути те, що намагається вона маскувати.
Здатність помітити обумовлюється такими індивідуально-психологічними характеристиками особистості, як — уважність, зосередженість, зацікавленість, спостережливість.

## Здатність зрозуміти
Важливим складовим компонентом психологічної проникливості особистості є розуміння.
Розуміння — це один з найскладніших компонентів пізнавального процесу, істотною ознакою якого є спрямованість на розкриття об'єктивних зв'язків і відносин в об'єктах реального світу, виявлення сутності явища або процесу. Розуміння обумовлюється мисленням, яке тісно пов'язано з пам'яттю (уявленнями пам'яті), з чуттєвим досвідом людини, із творчою уявою.
Під час здійснення професійних функцій розуміння того, що відбувається навколо не завжди відбувається миттєво, з ходу; у більшості випадків воно вимагає певного часу. У цьому випадку можна виділити декілька рівнів розуміння:
- усвідомлення;
- осмислення;
- інсайт (осяяння).

 Усвідомлення  — це розумінням на елементарному рівні відображення процесу або явища. Воно полягає у вичленовуванні з цілісного образу окремих ознак і властивостей та розкритті елементарних зовнішніх зв'язків між ними.
 Осмислення  є більш високим ступенем розуміння. Воно полягає в розкритті об'єктивних зв'язків між окремими елементами досліджуваного цілого — предметами, явищами, процесами. Таким чином, осмислювати — це значить уміти здійснювати шляхом:
- аналізу уявно розчленовувати ціле явище на складові частини більш прості, виділяти окремі сторони, властивості, зв'язки;
- синтезу уявно єднати окремі сторони, властивості, зв'язки явища складного й осягнення цілого в його єдності;
- індукції переходити від знання окремих фактів до знання загальних закономірностей, суттєвих і необхідних зв'язків;
- дедукції робити перехід від загальних пропозицій до приватних, виводити нові істини з відомих за допомогою законів і правил логіки.

На цьому рівні розуміння відбувається розкриття сутності явищ і процесів реальної дійсності. Для осмислення сутності явищ і процесів реальної дійсності необхідна спеціальна пізнавальна діяльність — виконання розумових операцій, вирішення проблем і завдань. У ході осмислення збагачується розуміння, воно стає різностороннім і глибоким. У реальній професійній діяльності людини усвідомлення й осмислення здійснюється одночасно, ці процеси тісно взаємозалежні.
Здатність особи розуміти наміри, дії і вчинки інших людей; розвиток подій, ситуацій, процесів; можливі відхилення та небажані наслідки обумовлюється такими індивідуально-психологічними характеристиками як — цілеспрямованість, наполегливість, гнучкість, кмітливість, допитливість, обміркованість, розсудливість тощо.

## Здатність спрогнозувати
Здатність людини спрогнозувати — це значить передбачати наміри, дії і вчинки інших людей; розвиток подій, ситуацій, процесів; можливі відхилення та небажані наслідки. Прогностичність базується на: перспективній оцінці, передбаченні та здогадці.
Отже, особистість повинна оцінити процес або явище та передбачити, тобто припускати те, що має виникнути або статися. З цієї причини передбачення можна визначити також як пізнання майбутнього на основі минулого та сучасного. Передбачення включає результат діяльності мислення і сам процес мислення, який зумовлює цей результат. Воно ґрунтується на повсякденному досвіді та інтуїції, на безпосередніх спостереженнях за повторюванням тих чи інших подій у природі і суспільстві.
Передбачення сприяє виникненню здогадки про наміри, дії і вчинки інших людей; про розвиток подій, ситуацій, процесів; та про можливі відхилення та небажані наслідки.
Здатність особи здійснювати прогноз (передбачати) обумовлюється такими індивідуально-психологічними характеристиками, як: рефлективність, емпатійність, інтуїція, прогностичність, ініціативність, креативність, предбачувальність, дедуктивність.

## Підсумки
Отже, психологічна проникливість людини:
- ґрунтується на розвинутих психічних пізнавальних процесах (відчутті, сприйнятті, увазі, уяві, пам'яті, мислені, мовлені);

- обумовлюється пізнавальними (зацікавленість, допитливість) та вольовими (зосередженість, стриманість, цілеспрямованість, наполегливість) станами;

- детермінується мотивацією (потребами, бажаннями, мотивами);

- взаємопов'язана з такими професійно важливими якостями, як: уважність, спостережливість, гнучкість, кмітливість, розсудливість, креативність, передбачувальність, ініціативність, дедуктивність, обміркованість, допитливість, прогностичність, емпатійність, рефлективність, інтуїція;

- забезпечується соціально-психологічними вміннями: визначати характерологічні особливості та поведінкові прояви соціального оточення; проникати у внутрішній світ людей, відчувати та розуміти їхні психічні стани; краще розбиратися в людях, бачити їхні недоліки і достоїнства, читати їхні таємні наміри; бачити психологічні проблеми іншої людини; виявити приховані мотиви та істині людські почуття та стани; спотворення інформації в міжособистісному спілкуванні; відчувати людину і встановлювати з нею психологічний контакт; передбачати настрої оточуючих людей; корегувати і управляти процесом взаємодії; діагностувати ознаки неправдивих показань; створювати образ іншої людини на основі логічних умовиводів, аналізу, синтезу різної інформації; обґрунтовано, грамотно інтерпретувати отриману інформацію про психологічні особливості іншої людини, її переживання, зовнішній вигляд, поведінку; раціонально коректувати образ іншої людини в процесі спілкування тощо;

- забезпечується операціональними вміннями: здійснювати дослідницьку діяльність; вибудовувати логіку послідовності дій для вирішення проблеми та доказовості прийнятого рішення; установлювати причинно-наслідкові зв'язки тощо.